# Griffinia
Griffinia, biljni rod lukovičastih geofita iz potporodice Amaryllidoideae, dio tribusa Hippeastreae. Postoji dvadesetak vrsta raširenih po Južnoj Americi. Sve su Brazilski endemi.
Rod je opisan 1820. nakon šta je iz roda Amaryllis isključena vrsta Amaryllis hyacinthina, koja je prvo uključena u rod Lycoris (1819) i konačno 1820. postaje tipčna u novom rodu Griffinia, sada pod imenom G. hyacinthina

## Vrste
1. Griffinia alba K.D.Preuss & Meerow
2. Griffinia angustifolia Campos-Rocha, Dutilh & Semir
3. Griffinia aracensis Ravenna
4. Griffinia arifolia Ravenna
5. Griffinia capixabae Campos-Rocha & Dutilh
6. Griffinia colatinensis Ravenna
7. Griffinia concinna (Mart. ex Schult. & Schult.f.) Ravenna
8. Griffinia espiritensis Ravenna
9. Griffinia gardneriana (Herb.) Ravenna
10. Griffinia hyacinthina (Ker Gawl.) Ker Gawl.
11. Griffinia ilheusiana Ravenna
12. Griffinia intermedia Lindl.
13. Griffinia itambensis Ravenna
14. Griffinia liboniana É.Morren
15. Griffinia meerowiana Campos-Rocha & M.Peixoto
16. Griffinia mucurina Ravenna
17. Griffinia nocturna Ravenna
18. Griffinia ornata T.Moore
19. Griffinia parviflora Ker Gawl.
20. Griffinia paubrasilica Ravenna
21. Griffinia rochae G.M.Morel
22. Griffinia rostrata Ravenna